# 麻川麗
麻川 麗（あさかわ れい、1983年12月8日 - ）は、日本の元AV女優。北海道出身。
特技：トランペット演奏。 

## 略歴
- 2004年 - 『覚醒：outside』でAVデビュー。
- 2006年 - 『淫乱感染痴女病棟』でAV引退。
- 2009年 -  ロイヤルヴィトン（福原・ソープ）在籍 。
- 2010年 -  翔鶴（福原・ソープ）在籍 。
- 2015年9月17日 -  銀馬車クイーンズ （福原・ソープ）退店 。

## 作品

### アダルトビデオ
2004年
- 覚醒：outside（9月24日、KUKI / 綺麗）
- 妄想：inside（10月29日、KUKI / 綺麗）
- 中出しスペシャル（12月16日 桃太郎映像）

2005年
- Wild Thing X（1月7日、桃太郎映像出版）
- Fero-mode 魔性の美乳痴女編（3月18日、桃太郎映像出版）
- M覚醒（4月29日、桃太郎映像出版）
- 女捜査官 第三話 発砲美人（5月27日、桃太郎映像出版）
- 体感ファックif...chapter X 巨乳看護婦と禁断の主従関係（6月24日、桃太郎映像出版）
- ぬるぬる（7月15日、桃太郎映像出版）
- THE巨乳銀行員2（9月10日、ドリームチケット）
- EGOIST[モデル系★猥褻痴女]（10月10日、ドリームチケット）
- THE巨乳秘書4（11月10日、ドリームチケット）
- KILLER B（12月15日、ジェイモデル）
- ギリモザボディーティーチャー（12月19日、クロス）

2006年
- 淫乱感染痴女病棟（5月1日、MOODYZ）

2007年
- MOODYZ 完全撮り下ろし8時間SPECIAL（12月13日、MOODYZ）

## 写真集
- ザ・撮影現場　『チチエロ娘！』　Fカップ！　麻川麗デジタル写真集（2012年12月19日、桃太郎映像出版）